# Осма српска бригада НОВЈ
Осма српска бригада НОВЈ формирана је 6. марта 1944. године у селу Трговишту код Врања под називом Шеста јужноморавска бригада. У њен састав су ушле Другог јужноморавског НОП одреда и новопридошлих бораца. Имала је три батаљона са око 600 бораца.

## Борбени пут бригаде
Прву акцију успешно је извела 13. марта код Шајинца, где је разбила четничку Кривопаланачку бригаду, која се више организационо није појавила. Ноћу 13/14. априла разбила је бугарску посаду у Кривој Феји. Том приликом погинуло је и заробљено око 300 бугарских полицајаца. Априла-јуна 1944. у Пролећној офанзиви бугарске Пете армије против јединица НОВЈ у Македонији и јужној Србији, садејствовала је са македонским, косовско-метохијским и бугарским партизанским снагама. Посебно се истакла у борбама на Лисцу 27. априла против бугарског Првог армијског пука, на Ретким букама и Чупином брду 30. априла и 1. маја, а на Штаникином крсту 12. маја. Преименована је 7. маја у Осму српску бригаду. На Козјаку је 18. маја један њен батаљон ушао је у састав Ударне групе Оперативног штаба за координацију дејстава македонских, јужноморавских и косовских јединица, а од осталих бораца формиран је Врањски партизански одред. После повратка батаљона из Ударне групе, бригада се поновно прикупила и у саставу 22. српске дивизије НОВЈ учествовала у Топличко-јабланичкој операцији. У августу је дејствовала на власинском сектору. Са Врањским НОП одредом ослободила је Врање и Бујановац 8. септембра, у октобру је учествовала Нишкој операцији, крајем октобра и у новембру у Косовској операцији, током децембра у Санџаку, а априла 1945. у пробоју Сремског фронта на Босуту и Спачви. Године 1953. одликована је Орденом братства и јединства са златним венцем.